# Баренбойм Ісак Юлісович

Меморіальна дошка у Києві

Могила Ісака Баренбойма

Баренбо́йм Іса́к Юлі́сович (8 (21) жовтня 1910 , Вознесенськ, Херсонська губернія  — 27 серпня 1984 , Київ ) — український інженер-будівельник мостів і доріг, Герой Соціалістичної Праці (1943).

## Біографія
Народився 8 (21) жовтня 1910 року в місті Вознесенську Херсонської губернії (нині Миколаївської області) в родині службовця. Єврей.
З 1926 року навчався в Одеському суднобудівному училищі, потім — Одеському будівельному інституті за спеціальністю «будівництво доріг і мостів». Після закінчення інституту з 1930 року працював на Донбасі, начальником служби колії Донецьких міських залізниць. На початку 1930-х років один рік служив у інженерних військах РСЧА. В 1934 році переїхав до Києва і працював у Київському тресті гідротехнічних робіт інженером-проектантом, начальником будівництва набережної імені 9 січня. У 1938 році призначений начальником дільниці будівництва унікальної споруди — підводного тунелю через Дніпро.
Будівництво було перервано на початку німецько-радянської війни, частину споруд було підірвано, а готову ділянку тунелю затоплено. З працівників будівництва був сформований мостозагін № 2 Народного комісаріату шляхів сполучення, начальником якого був призначений Баренбойм. Загін діяв в інтересах Південно-Західного фронту.
У січні 1942 року було сформовано Управління військово-відбудовних і загороджувальних робіт № 3 (УВВР-3), яке відповідало за всі роботи з будівництва та відновлення залізничних магістралей в смузі Південного і Південно-Західного фронтів. Мостозагін № 2 був включений в нього в повному складі, таким чином Баренбойм з усіма своїми підлеглими зараховані до Червоної армії. У 1942 році мостозагін в найкоротші вроки відновив розбомблений міст через річку Оскіл, потім — поромну залізничну переправу в Астрахані.
У ході зимового наступу радянських військ у січні 1943 мостозагону було доручено виконання наказу Державного Комітету оборони про відновлення залізничного моста через Дон біля хутора Ложки. Міст був відновлений у двомісячний термін, але в перший же день піддався масованому нальоту ворожої авіації, в результаті прямих влучень звалилися два прольоти довжиною понад 300 метрів, загинуло більше 90 бійців. Баренбойм очолив роботи з відновлення мосту і за 16 днів він був знову відновлений. У ході Курської битви на чолі мостозагону працював над відновленням магістралі Білгород—Харків, у тому числі підірваного моста через річку Лопань. У вересні 1943 року мостозагін № 2 в лічені дні відновив міст через річку Ворскла в Полтаві.
Указом Президії Верховної Ради СРСР від 5 листопада 1943 року «за особливі заслуги в забезпеченні перевезень для фронту і народного господарства та видатні досягнення у відбудові залізничного господарства у важких умовах воєнного часу» полковнику технічних військ Ісаку Юлісовічу Баренбойму присвоєно звання Героя Соціалістичної Праці з врученням ордена Леніна і Золотої медалі «Серп і Молот».
У розпал битви за Дніпро на початку листопада 1943 року начальник УВВР-3 генерал П. О. Кабанов отримав наказ спорудити в 20-денний термін залізничний міст через Дніпро для забезпечення військ 1-го Українського фронту. Начальником найскладнішої ділянки будівництва був призначений Баренбойм. Міст був побудований за 14 діб. Потім мостозагін № 2 брав участь у спорудженні висоководного Дарницького та Подільського залізничних мостів через Дніпро. У складі УВВР-3 командир мостозагону № 2 Баренбойм воював до кінця війни.
Відразу після Перемоги полковник І. Ю. Баренбойм був демобілізований і повернувся разом з мостозагоном до Києва, зарахований до Наркомату шляхів сполучення СРСР. В 1945 році йому було присвоєно спеціальне персональне звання «генерал-директор шляхів та будівництва II рангу». У 1946 році призначений керуючим будівництвом Дарницького залізничного мосту в Києві. Там ним був вперше застосований метод «сліпих» гідронамивочних робіт.
З 1950 року до кінця життя працював керуючим «Мостотрест-1» у Києві. Перетворив цю організацію в найбільшу з мостобудівних організацій СРСР. Ним була створена школа українських мостобудівників, що отримала не лише загальносоюзне, а й світове визнання. Керував будівництвом унікального суцільнозварного мосту імені академіка Є. О. Патона в Києві, будівництвом ще трьох залізничних і одного метромоста через Дніпро. Усього «Мостотрест-1» під керівництвом Баренбойма спорудив близько трьох тисяч штучних споруд (залізничні та автомобільні мости, шляхопроводи, підземні переходи, транспортні багаторівневі розв'язки і тому подібне).
Жив у Києві. Раптово помер 27 серпня 1984 року (закупорка судин через відірваний тромб). Похований на Байковому кладовищі Києва (ділянка № 7).

## Відзнаки, пам'ять

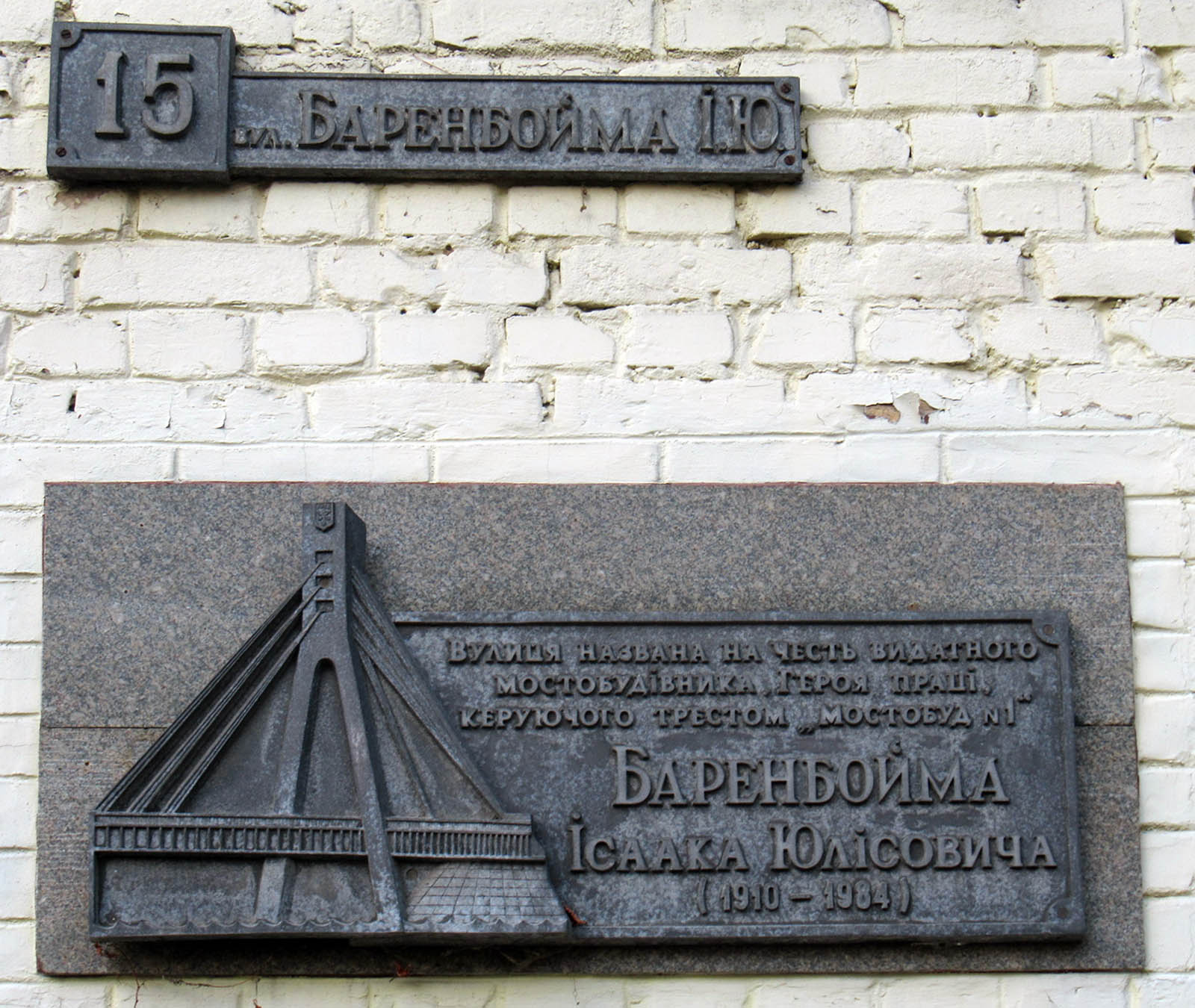
анотаційна дошка вулиці Баренбойма в селищі Мостобуд (Київ) із зображенням Північного мосту

Нагороджений медаллю «Серп і Молот» (5.11.1943), двома орденами Леніна (5.11.1943; 29.7.1945), орденами Жовтневої Революції (7.5.1971), Червоного Прапора (29.4.1943), орденом Вітчизняної війни I ступеня (13.9.1943), двома орденами Вітчизняної війни II ступеня (30.8.1944; 21.2.1987), Трудового Червоного Прапора (9.8.1958), Червоної Зірки (13.4.1943), Дружби Народів (10.5.1977), медалями, знаком «Почесний залізничник».
Лауреат Сталінської премії 3 ступеня (1948 — за докорінне удосконалення гідромеханізації кесонних робіт, що забезпечило різке зниження вартості робіт, поліпшення умов та підвищення продуктивності праці). Лауреат премії Ради Міністрів СРСР (1966). Кандидат технічних наук (1965). Заслужений будівельник Української РСР (7.08.1965).
1984 року на честь Ісака Баренбойма в Києві названо вулицю. На фасаді будинку № 5 по Паньківській вулиці у Києві встановлено меморіальну дошку на честь І. Ю.  Баренбойма.